# Vladislav Surkov
Vladislav Jurijevitj Surkov (ryska: Владислав Юрьевич Сурков), född 21 september 1964 i byn Solntsevo, Lipetsk oblast, Ryska SFSR, är en rysk affärsman och politiker. 1999–2011 var Surkov förste vice stabschef inom Rysslands presidentadministration, och därefter vice premiärminister fram till 2013. 

## Biografi
Vladislav Surkov är son till grundskollärarna, ryskan Zinajda Surkova (född 1935) och tjetjenen Jurij (Andarbek) Dudajev (1942–2014), och växte först upp i distriktet Sjali i Tjetjeno-Ingusjiska ASSR. Efter det att hans föräldrar skilt sig när han var fem flyttade han med modern till Lipetsk, där han döptes som rysk-ortodox. Surkov studerade 1982–83 vid Moskvas stål- och legeringsinstitut utan att ta examen. Åren 1983–85 gjorde han militärtjänst vid ett sovjetiskt artilleriregemente i Ungern tillhörande GRU:s specialstyrkor. Därefter påbörjade Surkov en utbildning till teaterregissör i Moskva, men avslutade den inte. År 1993 tog han en magisterexamen i nationalekonomi från Moskvas internationella universitet.
Från och med perestrojkan i Sovjetunionen under det sena 1980-talet kom Surkov att verka inom den privata sektorn, och efter Sovjetunionens upplösning hade han bland annat uppdrag inom Michail Chodorkovskijs bank Menatep samt inom Michail Fridmans Alfa-Bank fram till 1997. 1998–99 var han vice styrelseordförande samt pr-ansvarig för den ryska tv-kanalen ORT, innan han i augusti 1999 utsågs till vice stabschef inom den ryska presidentadministrationen. Detta uppdrag innehade han fram till december 2011, och var därefter vice premiärminister. I maj 2013 lämnade Surkov posten som vice premiärminister, och blev istället personlig rådgivare till president Vladimir Putin i frågor gällande relationer med Abchazien, Sydossetien och Oberoende staters samvälde (OSS) samt konflikten i östra Ukraina. Han avskedades av Putin i februari 2020.
Efter den ryska annekteringen av Krimhalvön 2014 införde USA och EU i mars 2014 sanktioner mot ett antal personer inom och med kopplingar till Rysslands regering, däribland Surkov.   
Surkov har flera gånger uppmärksammats som en ”grå eminens” bakom president Putin och en av arkitekterna bakom det ryska politiska systemet. Han har bland annat nämnts som organisatör bakom den Putintrogna ungdomsrörelsen Nasji.

## Privatliv
Surkov var första gången gift med Julia Visjnevskaja 1987–1996. Han gifte sig andra gången 2004 med sekreteraren Natalja Dubovitskaja. Han har fyra barn.